# Liste du patrimoine mondial en Norvège
Cet article recense les sites inscrits au patrimoine mondial en Norvège.

## Statistiques
La Norvège ratifie la Convention pour la protection du patrimoine mondial, culturel et naturel le 12 mai 1977. Les premiers sites protégés sont inscrits en 1979.
En 2021, la Norvège compte huit sites inscrits au patrimoine mondial, sept culturels et un naturel. 
À la même date, le pays a également soumis cinq sites à la liste indicative, un culturel, un naturel et trois mixtes.

## Listes

### Patrimoine mondial
Les sites norvégiens suivants sont inscrits au patrimoine mondial en 2023, après la 45e session du Comité du patrimoine mondial.
| Id.  | Site                                                           | Comté(s)                          | Année | Superficie (ha) | Zone tampon (ha) | Critères et notes | Coordonnées | Illus. |
| ---- | -------------------------------------------------------------- | --------------------------------- | ----- | --------------- | ---------------- | --- | --- | ------ |
| 1187 | Arc géodésique de Struve                                       | Troms et Finnmark                 | 2005  | 1 050           | 4 500            | Culturel, (ii), (iii), (vi) Site transfrontalier commun avec la Biélorussie, l'Estonie, la Finlande, la Lettonie, la Lituanie, la Moldavie, la Russie, la Suède et l'Ukraine. 4 bornes en Norvège : - Fuglenes (no) - Raipas (no) - Luvdiidcohkka (no) - Baelljasvarri (no) | 70° 40′ 12″ nord, 23° 39′ 48″ est 69° 56′ 19″ nord, 23° 21′ 37″ est 69° 39′ 52″ nord, 23° 36′ 08″ est 69° 01′ 43″ nord, 23° 18′ 19″ est                                   |        |
| 352  | Art rupestre d'Alta                                            | Troms et Finnmark                 | 1985  | 53,59           |                  | Culturel, (iii) Cinq éléments distincts : - Hjemmeluft - Storsteinen - Amtmannsnes (no) - Kåfjord (no) - Transferdalen | 69° 56′ 49″ nord, 23° 11′ 10″ est 69° 57′ 55″ nord, 23° 14′ 39″ est 69° 59′ 30″ nord, 23° 17′ 52″ est 69° 57′ 50″ nord, 23° 06′ 51″ est 69° 59′ 50″ nord, 23° 29′ 21″ est |        |
| 1195 | Fjords de l'Ouest de la Norvège – Geirangerfjord et Nærøyfjord | Møre og Romsdal, Sogn og Fjordane | 2005  | 122 712         |                  | Naturel, (vii), (viii) | 62° 07′ 16″ nord, 7° 07′ 44″ est 60° 56′ 38″ nord, 6° 55′ 52″ est |        |
| 59   | Quartier de « Bryggen » dans la ville de Bergen                | Vestland                          | 1979  | 1,20            |                  | Culturel, (iii) Comprend, outre Bryggen, le musée hanséatique (no) à Finnegården | 60° 23′ 49″ nord, 5° 19′ 23″ est 60° 23′ 45″ nord, 5° 19′ 33″ est |        |
| 1486 | Site du patrimoine industriel de Rjukan-Notodden               | Telemark                          | 2009  | 4 959,5         | 33 967,6         | Culturel, (ii), (iv) | 59° 52′ 52″ nord, 8° 34′ 59″ est |        |
| 58   | « Stavkirke » d'Urnes                                          | Sogn og Fjordane                  | 1979  | 0,21            |                  | Culturel, (i), (ii), (iii) | 61° 17′ 53″ nord, 7° 19′ 19″ est |        |
| 1143 | Vegaøyan – Archipel de Vega                                    | Nordland                          | 2004  | 103 710         | 28 952           | Culturel, (v) | 65° 37′ 01″ nord, 11° 45′ 00″ est |        |
| 55   | Ville minière de Røros et la Circonférence                     | Innlandet, Trøndelag              | 1980  | 16 150          | 481 240          | Culturel, (iii), (iv), (v) L'inscription de 1980 ne comprend que Røros ; le site est étendu à la Circonférence en 2010 (route de transport hivernale et fonderie de Femundshytta (no)).                                                                                     | 62° 34′ 26″ nord, 11° 23′ 10″ est 62° 19′ 19″ nord, 11° 50′ 02″ est |        |

### Liste indicative

#### Sites actuels
Les biens suivants sont proposés sur la liste indicative du pays en octobre 2023.
| Id.  | Site                                                                                                   | Régions               | Année | Critères et notes | Coordonnées                                                                                           | Illus. |
| ---- | --- | --------------------- | ----- | --- | --- | ------ |
| 5161 | Archipel du Svalbard                                                                                   | Svalbard              | 2007  | Mixte, (v), (vi), (vii), (viii), (ix), (x) Bien proposé sous le nom Svalbard Archipelago | 78° 06′ nord, 15° 48′ est                                                                             |        |
| 5162 | Îles Jan Mayen et Bouvet comme éléments d'une nomination internationale de la dorsale médio-atlantique | Jan Mayen, Bouvet     | 2007  | Naturel, (viii), (ix), (x) Bien proposé sous le nom Islands of Jan Mayen and Bouvet as parts of a serial transnational nomination of the Mid-Atlantic Ridge system                                                          | 71° 00′ nord, 8° 20′ ouest 54° 25′ 16″ sud, 3° 22′ 01″ est                                            |        |
| 1751 | Les îles Lofoten                                                                                       | Nord-Norge            | 2002  | Mixte, (iii), (viii), (ix), (x) Bien proposé sous le nom The Lofoten islands | 68° 10′ 01″ nord, 13° 45′ 00″ est                                                                     |        |
| 5577 | Monuments et sites vikings / bateaux-tombes du Vestfold et carrières de meules d'Hyllestad (no)        | Østlandet, Vestlandet | 2011  | Culturel, (iii) Bien proposé sous le nom Viking Monuments and Sites / Vestfold Ship Burials and Hyllestad Quernstone Quarries Comprend les sites funéraires de Borre, Oseberg (no) et Gokstad (no).                         | 59° 22′ 56″ nord, 10° 28′ 16″ est 59° 08′ 27″ nord, 10° 15′ 11″ est 68° 10′ 01″ nord, 20° 55′ 01″ est |        |
| 1750 | La région de Laponie - Tysfjord, le fjord d'Hellmobotn (no) et Rago                                    | Nord-Norge            | 2002  | Mixte, (iii), (v), (vii), (viii), (ix) Bien proposé sous le nom The Laponian Area - Tysfjord, the fjord of Hellemobotn and Rago (extension) Proposition d'extension transfrontalière du site suédois « région de Laponie ». | 68° 05′ 49″ nord, 16° 22′ 34″ est 67° 54′ nord, 16° 14′ est 67° 26′ 24″ nord, 15° 59′ 53″ est         |        |

#### Anciens sites
Les sites suivants ont été inscrits par le passé sur la liste indicative du pays, mais n'ont pas été retenus par la suite.
| Site                                             | Notes                              | Coordonnées                       | Illus. |
| ------------------------------------------------ | ---------------------------------- | --------------------------------- | ------ |
| Eidsvollsbygningen (no)                          | Inscrit en 1979, abandonné en 1980 | 60° 18′ 04″ nord, 11° 10′ 19″ est |        |
| Centre commercial de Kjerringøy (no)             | Inscrit en 1979, abandonné en 1980 | 67° 31′ 08″ nord, 14° 45′ 14″ est |        |
| Mølen                                            | Inscrit en 1979                    | 58° 58′ 19″ nord, 9° 49′ 26″ est  |        |
| Vallée de Heidal (no)                            | Inscrit en 1979, abandonné en 1980 | 61° 43′ 05″ nord, 9° 27′ 04″ est  |        |
| Pétroglyphes de Vingen (no)                      | Inscrit en 1979                    | 61° 49′ 48″ nord, 5° 18′ 50″ est  |        |
| Hardangervidda                                   | Inscrit en 1984                    | 60° 03′ nord, 7° 25′ est          |        |
| Musée d'histoire culturelle d'Oslo               | Inscrit en 1984                    | 59° 55′ 01″ nord, 10° 44′ 06″ est |        |
| Abbaye de Selje (no)                             | Inscrit en 1984                    | 62° 03′ 04″ nord, 5° 17′ 49″ est  |        |
| Cathédrale et palais épiscopal (no) de Trondheim | Inscrit en 1984                    | 63° 25′ 37″ nord, 10° 23′ 46″ est |        |